# Father Goose
Father Goose (Brasil: Papai Ganso / Portugal: Grão Lobo Chama) é um filme estadunidense de 1964, do gênero comédia romântica, dirigido por Ralph Nelson. 

## Sinopse
Durante a Segunda Guerra Mundial, um ex-professor de História é forçado a servir de vigia em uma ilha no oceano Pacífico, para acompanhar a movimentação das tropas japonesas no local. As coisas complicam com a chegada de uma professora francesa e suas alunas, que ficaram presas em uma ilha próxima. 

## Elenco
- Cary Grant .... Walter Christopher Eckland
- Leslie Caron ....  Catherine Freneau
- Trevor Howard ....  comandante Frank Houghton / Lobo Mau
- Jack Good ....  tenente Stebbings
- Sharyl Locke ....  Jenny
- Pip Sparke ....  Anne
- Verina Greenlaw ....  Christine
- Stephanie Berrington ....  Elizabeth Anderson
- Jennifer Berrington ....  Harriet MacGregor
- Laurelle Felsette ....  Angelique
- Nicole Felsette ....  Dominique

## Principais prêmios e indicações
Oscar 1965 (EUA)
- Venceu na categoria de melhor roteiro original.
- Foi indicado nas categorias de melhor edição e melhor som.

Globo de Ouro 1965 (EUA)
- Recebeu uma indicação na categoria de melhor filme - comédia/musical.